# Topologia rozszerzonej gwiazdy

Topologia rozgałęzionej gwiazdy

Topologia rozszerzonej gwiazdy (ang. extended star topology) oparta jest na topologii gwiazdy. W tej topologii każde z urządzeń końcowych działa jako urządzenie centralne dla własnej topologii gwiazdy. Poszczególne gwiazdy połączone są ze sobą przy użyciu koncentratorów lub przełączników. Jest to topologia o charakterze hierarchicznym i może być konfigurowana w taki sposób, aby ruch pozostawał lokalny.
Topologia ta stosowana jest głównie w przypadku rozbudowanych sieci lokalnych, gdy obszar, który ma być pokryty siecią, jest większy niż pozwala na to topologia gwiazdy, np. w dużych obiektach budowlanych wymagających rozbudowanej sieci teletechnicznej.

## Zalety
- pozwala na stosowanie krótszych przewodów
- ogranicza liczbę urządzeń, które muszą być podłączone z centralnym węzłem

## Wady
- duży koszt urządzeń